# Matthias Jabs
Matthias Jabs (Hanôver, Alemanha, 25 de outubro de 1955) é um compositor e guitarrista alemão. Ele é membro da banda de heavy metal Scorpions. Antes de entrar para os Scorpions, Matthias já tocou nas bandas Lady e Fargo.
Matthias Jabs está atualmente tabelado entre os 100 melhores guitarristas do mundo, criando solos conhecidos como em: Rock You Like a Hurricane, No One Like You, The Scratch etc.

## Biografia
Filho de um operário e uma professora, Matthias é o segundo filho do casal, contendo mais 3 irmãs, Gabrielle 56 anos, Elizabeth 53 e Suzanne de 45, além de músico é formado em direito pela Universidade de Hanôver.
Desde pequeno ouvia músicas clássicas e através de um amigo conheceu Jimi Hendrix. Matthias começou a tocar guitarra aos 13 anos de idade, após sofrer uma grave contusão no joelho durante uma partida de futebol. Na época, Matthias jogava nas categorias de base do Hanôver 96. Com isso, seu pai comprou uma guitarra para ele, pois o filho não aguentava os tédios da internação dos tratamentos e assim descobriu a paixão pela guitarra.
Como a família de Matthias não era bem sucedida, ele tinha sempre que vender a antiga guitarra para adquirir uma melhor pois tocava numa banda um pouco famosa na cidade, a Fargo, que tempos depois Matthias confessou que faziam cover do Scorpions, mas mesmo assim ele achava que não teria uma carreira na música e iniciou a faculdade de direito na Universidade de Hanôver.
Em 1978, quando já estava na faculdade, Uli Roth, que era amigo de infância do Matthias (pois seu irmão mais novo e Matthias Jabs estudavam juntos na escola), estava prestes a sair da banda Scorpions e com isso indicou Matthias à Rudolf e Klaus para que ouvissem-no tocar.
Em um belo dia, o telefone do Matthias toca, era Rudolf o chamando para uma audição, na época (1978) Matthias nem sonhava que Uli tinha saído da banda e mesmo assim ele foi a essa audição, tocou com Scorpions em um ensaio e Rudolf disse que depois retornaria a uma resposta que Matthias sabia lá o que era, e ainda ouviram mais 140 guitarristas, mas nenhum era como Matthias, e no dia 18 de Junho de 1978 Matthias Jabs era o mais novo guitarrista da banda Scorpions.
Em 1979 a banda estava para começar a gravar o novo álbum Lovedrive e na mesma época o guitarrista e irmão de Rudolf, Michael Schenker, tinha tido brigas com membros da antiga banda UFO, e pediu demissão, então o irmão Rudolf, colocando a família em primeiro lugar, trouxe Michael a banda, deixando Matthias apenas como um auxiliar, Matthias e Michael tocaram juntos na gravação do álbum, mas Michael queria se tornar o dono da banda, e apos 3 meses acabou definitivamente saindo para carreira solo, deixando o cargo de guitarrista solo novamente para Matthias, onde dura já 38 anos.
Em 1985, Matthias juntamente com seus companheiros de banda, vem ao Brasil para a primeira edição do Rock in Rio e com ele, traz duas coisas, a primeira é uma guitarra que ele mesmo mandou fazer no formato e nas cores brasileiras que depois entregou de presente a Roberto Medina, produtor do evento, e a segunda, Matthias traz com ele a esposa Suzanne grávida do primeiro filho Nicolas.
Em 1994, Matthias recebe um convite da Fender para a sua primeira Signature, onde ele mesmo cria o modelo.
Depois de duas apresentações no Brasil, uma no dias 29 e 30 de Março de 1994 e outra nos dias 14, 15 de Novembro de 1997, Matthias juntamente a banda, fazem o concerto com orquestra Filarmonica de Berlim no dia 22 de Junho de 2000 e em Novembro do mesmo ano a banda teve que cancelar vários shows porque Matthias sofreu uma tendinite.
Em 2001 gravam o Scorpions Acoustica, álbum que ganha disco de ouro e DVD de platina no Brasil.
Em 2004 a banda volta a tona com o novo álbum Unbreakable e com o novo baixista Pawel Maciwoda, e no dia 2 de Setembro do mesmo ano, Matthias se casa pela segunda vez com uma antiga namorada, Beate Küster tendo o filho Nicolas com testemunha.
Em 2005, Scorpions de volta ao Brasil no festival Live N' Louder, lotando o ginásio no festival.
No dia 3 de Agosto de 2006, Scorpions fazem um show histórico na Wacken Open Air, com os antigos membros da banda, contando, Uli Roth, Herman Rarebel e Michael Schenker e com o filho de Michael, Tyson Schenker, também guitarrista.
Logo em seguida a banda pausa para a gravação do novo álbum Humanity Hour 1, onde batem o record de copias vendidas e adquirem cada vez mais fãs jovens nos shows e nos fãs clubes.
Mathias já foi escolhido por uma revista de guitarra a Fusion como um dos melhores guitarristas dos anos 80 ficando na 10° posição.
Em Maio de 2007 foi lançado o primeiro site do Matthias, uma espécie de loja virtual onde vende Marchendises e guitarras, mas no dia 12 de Abril de 2008 inaugura a primeira Loja em Munique, na Alemanha, na rua Pariserst Número 32, onde o guitarrista passa o maior tempo das folgas dos shows,mas Munique não acabou sendo a cidade onde Matthias mora.
Recentemente Matthias anunciou aposentadoria junto a sua banda Scorpions e lançam o álbum Sting in the Tail,onde em menos de um mês após o lançamento, adquiriram vários prêmios.

## Discografia
- 1978 - I Feel the Fire (Com a banda Fargo)
- 1979 - Lovedrive
- 1980 - Animal Magnetism
- 1982 - Blackout
- 1984 - Love at First Sting
- 1985 - World Wide Live
- 1988 - Savage Amusement
- 1990 - Crazy World
- 1993 - Face the Heat
- 1995 - Live Bites
- 1996 - Pure Instinct
- 1999 - Eye II Eye
- 2000 - Moment of Glory (com a Orquestra Filarmônica de Berlim)
- 2001 - Acoustica
- 2004 - Unbreakable
- 2007 - Humanity: Hour I
- 2010 - Sting in the Tail
- 2011 - Live 2011: Get Your Sting & Blackout
- 2011 - Comeblack
- 2013 - MTV Unplugged in Athens
- 2015 - Return to Forever

## Videografia
- First Sting (1985)
- World Wide Live (1985)
- To Russia With Love (1988)
- Moscow Music Peace Festival (1990)
- Roger Waters The Wall Berlin 1990 (1990)
- Crazy World Tour Live (1991)
- Moment Of Glory Live (2000)
- Acoustica (2001)
- A Savage Crazy World (2002)
- One Night in Vienna (2004)
- Live at Wacken Open Air 2006 (2008)
- Amazônia: Live in the Jungle (2009)
- Live 2011: Get Your Sting & Blackout (2011)
- MTV Unplugged - Live in Athens (2013)